# Luxury Girl
Luxury Girl (Ла́кшери Гёрл; настоящее имя — Поли́на Игоревна Ма́рченко; род. 10 июля 1993, Санкт-Петербург) — российский видеоблогер, певица, стример, бывшая порноактриса, продюсер и режиссёр. Её ролики на сайте Pornhub посмотрели более 900 миллионов раз.

## Биография и порнокарьера
Окончила Санкт-Петербургский государственный институт культуры по специальности «режиссёр театрализованных представлений и праздников». Шесть лет проработала в сфере организации мероприятий. В конце 2018 года под псевдонимом «Luxury Girl» опубликовала первое видео на сайте Pornhub, сразу сделавшее её известной.
В 2019 году открыла в Эстонии свою продакшн-студию Luxury Girls Production и агентство по работе с порноактрисами Luxury Girls Model Management. Отличительной особенностью студии являлся упор на работу с моделями-любителями и семейными парами. Агентство представляло интересы популярных моделей при работе с американскими и европейскими студиями. Студия работала с такими брендами, как Brazzers, MOFOS, Dorcel, Reality Kings, Life Selector, Team Skeet.
В 2020 году Pornhub присвоил Luxury Girl звание «Любительская модель года» (Amateur Model of Year). В том же году она была номинирована на премию XBIZ Europa Award «Женская роль года» (Female Clip Artist of the Year), а в 2021-м — на премию XBIZ Europa Award в номинации «Лучшая женская роль» (Best Female Clip Artist) и премию XBIZ Cam Awards в номинации «Актриса года» (Clip Artist of the Year). В 2021 году стала третьей в рейтинге самых просматриваемых моделей на Pornhub среди моделей-любителей, набрав более 165 млн просмотров за год, а также стала второй в российском рейтинге популярных моделей на сайте. Два года подряд, в 2020 и 2021 годах видео Luxury Girl «Stepson F*cked His Stepmom» было признано самым просматриваемым видео года (Most viewed video of the year) на Pornhub, набрав более 110 млн просмотров.
23 марта 2022 года на онлайн-церемонии 2021 Pornhub Awards победила в номинации «Лучшая исполнительница минета» (Top Blowjob Performer); также была номинирована на премию «Самая красивая киска» (Nicest Pussy).
В 30 лет Luxury Girl, как и планировала, завершила свою всю деятельность в порнобизнесе, прекратив сниматься и закрыв свои продакшн-студию и агентство.
Как продюсер сняла более 100 картин.

## Деятельность в интернете
1 апреля 2020 года создала YouTube-канал, где публикует влоги о своей жизни и путешествиях. Также активно ведёт Instagram (на начало 2025 года на её страницу подписано более 630 тысяч человек) и TikTok.
В мае 2022 года Полина открыла свой канал на видеостриминговой платформе Twitch под ником LUXGRL. Она проводит стримы в формате «Just Chatting», где общается со зрителями на различные темы и иногда готовит в прямом эфире. Также участвует в категории «Pools, Hot Tubs, and Beaches». Помимо этого, Полина транслирует свои игры в Counter-Strike 2 и Grand Theft Auto V, что привлекает тысячи зрителей.
С 9 ноября 2023 года является лицом букмекерской конторы PARI с общей стоимостью контракта 25 млн рублей в год.
Также появляется на YouTube-каналах и в VK-видео различных звёзд и блогеров, включая Гарика Харламова, Эльдара Джарахова, Сергея Мезенцева, в шоу «Кстати» и других проектах.

## Личная жизнь
Со своим будущим мужем, известным под псевдонимом Дэвид, Полина познакомилась в 2014 году.
В 2017 году у пары родилась дочь, о существовании которой Полина публично рассказала лишь в 2023 году.
После рождения дочери супруги приняли решение начать совместную карьеру в индустрии для взрослых, что стало их семейным бизнесом. Партнером Полины в кадре был только Дэвид, который почти никогда не показывал лицо в кадре, так как считал, что это может отвлекать мужчин и затруднит создание эффекта присутствия. Для съёмок порнороликов пара ездила в Эстонию и другие страны.
В данный момент супруги проживают вне России, так как их дочь учится в международной школе при Кембриджском университете, и все внимание пары уделяется будущему дочери.

## Увлечения
Полина — спортсменка-спиннингистка. В 2021 году экипаж, капитаном которого являлась Полина, занял 4-е место на квалификационном турнире USAL (Объединённой спортивной лиги рыболовов) «Окский трофей» по ловле спиннингом с лодок.
Увлекается живописью и изучает духовные практики.

## Дискография

### Сборники
- Remixxxx (совм. с Jia Lissa и Zieger) (2023)

### 2023
- «Мне только спросить»
- «На полной скорости»
- «Привычка»
- «На снегу»
- «Да да да»
- «Свечи»
- «Поворот не туда»

### 2024
- «Читай описание»

### 2025
- «Сотри меня»

## Награды и номинации
| Год  | Награда               | Результат | Категория                        |
| ---- | --------------------- | --------- | -------------------------------- |
| 2020 | Pornhub Model Program | Победа    | Amateur Model of Year            |
| 2020 | XBIZ Europa Award     | Номинация | Лучший автор-женщина клипов года |
| 2021 | XBIZ Cam Awards       | Номинация | Лучший автор-женщина клипов года |
| 2021 | XBIZ Europa Award     | Номинация | Лучший автор клипов года         |
| 2021 | Pornhub Awards        | Победа    | Лучшая исполнительница минета    |
| 2021 | Pornhub Awards        | Номинация | Самая красивая киска             |